# Xã Shelby, Quận Tippecanoe, Indiana
Xã Shelby (tiếng Anh: Shelby Township) là một xã thuộc quận Tippecanoe, tiểu bang Indiana, Hoa Kỳ. Năm 2010, dân số của xã này là 2.352 người.